# 267P/LONEOS
267P/LONEOS, indicata anche come cometa LONEOS 12, è una cometa periodica appartenente alla famiglia delle comete gioviane che al momento della scoperta fu ritenuta essere un asteroide. La sua riscoperta l'11 settembre 2012 ha permesso di numerarla definitivamente.